# Saparmurat Niiazov
Saparmurat Ataievici Niiazov (în turkmenă: Saparmyrat Ataýewiç Nyýazow; în rusă: Сапармурат Атаевич Ниязов, transcris Saparmurat Ataievici Niiazov), supranumit Türkmenbaşy (pronunțat: [türkmenbașî]; „șeful turkmenilor”; n. 19 februarie 1940, Gypjak, în apropiere de Aşgabat — d. 21 decembrie 2006) a fost, din 1985 până în 2006, șeful statului turkmen.
Considerat ca fiind unul dintre dictatorii cei mai autoritari din lume (cumula posturile de șef al statului, șef al guvernului, comandant suprem al armatei și de președinte al Partidului Democratic din Turkmenistan, singurul partid autorizat să funcționeze), avea și obiceiul să impună țării sale excentricitățile personale.

## Biografie
Saparmurat Ataievici Niiazov s-a născut la 19 februarie 1940 la Gypjak, localitate aflată la câțiva kilometri de Aşgabat, pe atunci capitală a Republicii Sovietice Socialiste Turkmene. A rămas orfan la o vârstă fragedă. După versiunea oficială, tatăl său a murit în luptă cu germanii, în al Doilea Război Mondial; restul familiei a murit în cursul violentului cutremur de pământ din 1948 care a devastat Aşgabatul. A fost crescut într-un orfelinat sovietic, iar apoi a fost luat spre creștere de către o rudă îndepărtată.
În anul 1962 a intrat în Partidul Comunist al Uniunii Sovietice, în sânul căruia a fost rapid promovat, devenind în 1985 șeful Partidului Comunist al RSS Turkmene.
Fiind un oponent al lui Gorbaciov, întrucât relaxarea pe care acesta o promova prin perestroika reprezenta un pericol pentru propria sa putere, Niiazov
a susținut fără rezerve puciul din august 1991 de la Moscova, îndreptat împotriva lui Mihail Sergheevici Gorbaciov. Dar, ca urmare a înfrângerii loviturii de stat, Niiazov a grăbit procesul de separare al Turkmenistanului de Uniunea Sovietică, aflată în dezintegrare accelerată. Acest proces i-a permis lui Saparmurat Niiazov să rămână la putere și să nu se supună procesului de democratizare produs în alte țări ex-sovietice. La 27 octombrie 1991, Sovietul Suprem al Republicii Sovietice Socialiste Turkmene a declarat Turkmenistanul independent, iar Partidul Comunist al RSS Turkmene a fost transformat în Partidul Democratic din Turkmenistan, care a rămas unicul partid permis de lege. Uniunea Sovietică a încetat să mai existe la 31 decembrie 1991. La 21 iunie 1992, candidatul unic Niiazov a fost ales președinte, devenind astfel primul președinte turkmen.
La 22 octombrie 1993 și-a luat oficial supranumele de Türkmenbaşy (termenii de adresare erau „Excelența Sa Saparmurat Türkmenbaşy”), adică „Șeful turkmenilor”, după modelul luat de la Mustafa Kemal Atatürk. La 29 decembrie 1999 a fost proclamat președinte pe viață de către corpul legislativ fantoșă al țării, Majlis, decizie confirmată în 2002 de către Consiliul Poporului.
A murit la data de 21 decembrie 2006 ca urmare a unui stop cardiac. Surse ale opoziției nu sunt sigure de data exactă a morții sale. Guvernul turkmen și Consiliul de Securitate al țării au anunțat, într-un comunicat comun, că vice-prim-ministrul Gurbangulî Berdîmuhamedov a fost numit președinte ad interim, deși acest rol i-ar fi revenit președintelui Parlamentului, Övezgeldî Ataiev. Potrivit constituției Turkmenistanului, alegerea președintelui trebuie să aibă loc în termen de două luni după numirea președintelui interimar.

## Politica internă

### Politica economică
În epoca sovietică, Turkmenistanul era a doua rezervă de gaze naturale a Uniunii Sovietice și chiar și acum, gazele naturale constituie cea mai importantă bogăție a statului turkmen. În mod fundamental, Niiazov nu și-a schimbat politica economică din timpul URSS, continuând să conducă o politică de planificare și de menținere a controlului statului asupra rezervelor de gaze naturale, mai ales pentru evitarea influențelor străine.
În 1991 a fost emis un decret al guvernului care asigura utilizarea gratuită a apei, gazului și energiei electrice de către locuitorii Turkmenistanului, lucru prin care s-a făcut o relaxare a controlului de stat; dar, de fapt, statul a continuat să ofere minimul necesar turkmenilor.

### Politica culturală
Niiazov a așezat la loc de mare cinste cultura și a încercat să adapteze o nouă cultură națională în Turkmenistan. A introdus alfabetul latin în locul celui chirilic și a proclamat limba turkmenă drept limbă de stat. A redenumit lunile anului și zilele săptămânii în funcție de cultul personalității sale. A difuzat Ruhnama („Cartea Sufletului”), cartea pe care a scris-o, ca fiind cartea sfântă a națiunii.

#### Cultul personalității
Saparmurat Niiazov era un conducător autoritar, cunoscut pentru puternicul cult al personalității care îi era dedicat și căruia îi asocia amintirea mamei sale, Gurbansoltan Eje, dispărută de mult, în timpul cutremurului de pământ din 1948. Considerând Turkmenistanul drept națiune lipsită de identitate națională, Saparmurat Niiazov a încercat să reconstruiască țara după imaginea sa, ștergând influențele rusești și occidentale. Astfel, el a rebotezat orașul de la Marea Caspică, Krasnovodsk, dându-i numele de Türkmenbaşî. De altfel, a dat numele său sau al altor membri ai familiei sale, diverselor școli, aeroporturi și chiar unui meteorit. Efigia lui Saparmurat Niiazov împodobește toate bancnotele, iar mari portrete ale sale sunt afișate în toată țara, îndeosebi pe clădirile importante și pe marile artere de circulație din orașe. Statui cu efigia sa, sau a mamei sale, sunt presărate în întreg Turkmenistanul. Una dintre ele este situată în plin deșert Karakum. O alta, placată cu aur, se găsește pe vârful celei mai înalte clădiri din Aşgabat, Arcul Neutralității (arcul a fost mutat la periferia capitalei Aşgabat, în perioada 2010–2011, iar statuia lui Saparmurat Niiazov a fost suprimată); această statuie se rotește în jurul axei sale, pentru a fi mereu luminată de soare. Niiazov a ordonat construcția unui palat monumental la Aşgabat, pentru a comemora ceea ce a edictat: „Personal, m-am opus să se vadă imagini ori statui ale mele pe străzi... dar asta vrea poporul.”
Sistemul educativ îi îndoctrinează pe tinerii turkmeni și face apologia lui Niiazov. Cărțile școlare sunt aproape în întregime constituite din lucrările sau din discursurile lui Niiazov. Textul fundamental este Ruhnama, o epopee națională scrisă de Niiazov. Această carte, un amestec de istorie revizionistă și de linii de conduită morală, are drept vocație de a fi „ghidul spiritual al națiunii”, precum și soclul artelor și al literaturii naționale turkmene. În martie 2006, Saparmurat Niiazov a declarat, de altfel: „Cel care va citi de trei ori Ruhnama va găsi o bogăție spirituală, va deveni mai inteligent, va recunoaște existența divină și va merge direct în paradis”.
Alfabetul limbii turkmene a fost schimbat: vechiul alfabet chirilic din perioada sovietică, asemănător cu cel folosit de limba rusă, a fost înlocuit cu cel latin apropiat de alfabetul turc, iar cărțile din perioada sovietică scrise în vechiul alfabet au fost interzise, fără a fi fost înlocuite cu lucrări noi. Nu a rămas mare lucru în biblioteci, în afară de scrierile lui Niiazov. În 2004, dictatorul a ordonat chiar închiderea tuturor bibliotecilor sătești, sub pretextul că după el, sătenii nu citesc.
La Gypjak, satul natal al lui Niiazov, un complex memorial, care cuprinde o moschee, dedicat mamei sale, este în curs de construcție. Construcția, estimată la o sută de milioane de dolari, (construită de Bouygues), este concepută ca un simbol al renașterii poporului turkmen. Pe pereții edificiului vor fi înscrise percepte extrase din Ruhnama, amestecate cu sure (unitate formată dintr-un număr de versete) din Coran.
Printre alte tentative ale lui Sapamurad Niiazov de transformare a culturii turkmene, se pot cita definirea etapelor vieții și schimbarea numelor zilelor și lunilor anului, redenumite, aducându-se omagiu eroilor sau simbolurilor naționale. Astfel, ianuarie a devenit türkmenbaşy, aprilie gurbansoltan eje, septembrie a devenit ruhnama, iar decembrie bitaraplyk, adică „neutralitate”. Toate celelalte nume ale lunilor anului privesc aceeași stare de spirit. De altfel, anul 2003 a fost proclamat anul „Gurbansoltan Eje” (numele mamei sale).
În anul 2002, cuvântul tradițional turkmen care denumea pâinea, çörek, a devenit învechit și a fost înlocuit cu gurbansoltan eje (numele mamei sale). În 2005, Niiazov a înlocuit jurământul lui Hippocrate cu jurământul față de președinte. În 2006, o nouă varietate de pepene galben a fost botezată türkmenbaşî.
Saparmurat Niiazov pretindea că Ruhnama, cartea sa, are aceeași valoare ca și Coranul și Biblia.
Cel mai înalt vârf din Turkmenistan, Vârful Airîbaba Koitendaga, cu înălțimea de 3.138 de metri, a fost redenumit în Vârful Türkmenbaşî cel Mare.
Unul dintre vice-premieri a propus chiar redenumirea țării în Niyazovskoy Turkmenistan, după modelul dat de Arabia Saudită.

## Decrete prezidențiale
În calitate de președinte pe viață al Turkmenistanului, Niiazov a promulgat numeroase decrete, ca de exemplu:
1. Interzicerea pentru prezentatorii de televiziune de a fi machiați, lui Niiazov fiindu-i greu să distingă prezentatorii de prezentatoare;
2. Interdicția baletului și operei, pe care le descria drept superflue;
3. Interzicerea fumatului în public, pe care Niiazov a instaurat-o după o intervenție chirurgicală majoră la inimă;
4. Interzicerea play-back-ului în timpul interpretării cântecelor;
5. Interzicerea purtării bărbii de către tineri, precum și interzicerea purtării părului lung de către aceștia (efectivă din 2001);[17]
6. Interzicerea purtării de către tineri a lucrărilor dentare din aur;
7. Interzicerea, din 2005, a muzicii înregistrate la televiziune, în locuri publice ori la nunți, pentru protejarea „adevăratei culturi” și a tradițiilor muzicale ale poporului turkmen;
8. Închiderea în cvasitotalitate a bibliotecilor publice și a unui mare număr de spitale din afara capitalei.